# Wiesengrund
Wiesengrund, in lusaziano Łukojce, è un comune di 1 371 abitanti del Brandeburgo, in Germania.

Appartiene al circondario della Sprea-Neiße (targa SPN) ed è parte della comunità amministrativa (Amt) di Döbern-Land.

## Storia
Il comune di Wiesengrund venne creato il 31 dicembre 2001 dalla fusione dei comuni di Gary, Gosda, Jethe, Mattendorf e Trebendorf.

## Società

### Evoluzione demografica
| Anno | Abitanti |
| ---- | -------- |
| 1875 | 2 046    |
| 1890 | 2 016    |
| 1910 | 2 135    |
| 1925 | 2 281    |
| 1933 | 2 245    |
| 1939 | 2 277    |
| 1946 | 2 848    |
| 1950 | 2 904    |
| 1964 | 2 522    |
| 1971 | 2 381    |

| Anno | Abitanti |
| ---- | -------- |
| 1981 | 1 658    |
| 1985 | 1 546    |
| 1989 | 1 521    |
| 1990 | 1 508    |
| 1991 | 1 493    |
| 1992 | 1 489    |
| 1993 | 1 489    |
| 1994 | 1 496    |
| 1995 | 1 548    |
| 1996 | 1 594    |

| Anno | Abitanti |
| ---- | -------- |
| 1997 | 1 637    |
| 1998 | 1 675    |
| 1999 | 1 688    |
| 2000 | 1 705    |
| 2001 | 1 696    |
| 2002 | 1 692    |
| 2003 | 1 675    |
| 2004 | 1 660    |
| 2005 | 1 686    |
| 2006 | 1 636    |

| Anno | Abitanti |
| ---- | -------- |
| 2007 | 1 609    |
| 2008 | 1 593    |
| 2009 | 1 566    |
| 2010 | 1 516    |
| 2011 | 1 461    |
| 2012 | 1 444    |
| 2013 |          |

Fonti dei dati sono nel dettaglio nelle Wikimedia Commons..

## Geografia antropica

### Suddivisioni amministrative
Il territorio comunale comprende 5 centri abitati (Ortsteil):
- Gahry
- Gosda, con le località:
  - Dubrau
  - Klinge
- Jethe, con la località:
  - Smarso
- Mattendorf
- Trebendorf